# Pulbere de stele (film)
Pulbere de stele (2007) (engleză: Stardust) este un film romantic de fantezie britanico-american, distribuit de Paramount Pictures. Este regizat de Matthew Vaughn. Este bazat pe romanul omonim al lui Neil Gaiman  În rolurile principale joacă actorii Charlie Cox, Ben Barnes, Michelle Pfeiffer, Claire Danes, Sienna Miller, Mark Strong, Jason Flemyng, Rupert Everett, Ricky Gervais, David Walliams, Nathaniel Parker, Peter O'Toole, David Kelly, Robert De Niro, Julian Rhind-Tutt, Mark Heap și Henry Cavill. Narator este Ian McKellen.

## Distribuție
- Claire Danes - Yvaine, the Fallen Star
- Charlie Cox - Tristan Thorn
- Michelle Pfeiffer - Lamia
- Mark Strong - Prince Septimus
- Robert De Niro - Captain Shakespeare of the Caspartine
- Jason Flemyng - Prince Primus
- Rupert Everett - Prince Secundus
- Kate Magowan - Princess Una
- Ricky Gervais - Ferdiland "Ferdy" the Fence
- Peter O'Toole - the dying King of Stormhold
- Joanna Scanlan - Mormo, Lamia's sister
- Sarah Alexander - Empusa,  Lamia's other sister
- Mark Heap - Prince Tertius
- Julian Rhind-Tutt - the ghost of Prince Quartus
- Adam Buxton - the ghost of Prince Quintus
- David Walliams - the ghost of Prince Sextus
- Nathaniel Parker - Dunstan Thorn
  - Ben Barnes - a young Dunstan Thorn
- Sienna Miller - Victoria Forester
- Henry Cavill - Humphrey
- David Kelly - the Wall Guard
- Melanie Hill - Ditchwater Sal
- Mark Williams - Billy, the Goat converted into human form
- Jake Curran - Bernard
  - Olivia Grant - Bernard's female form
- George Innes - the Soothsayer
- Dexter Fletcher - the Skinny Pirate
- Eliot (Coco) Sumner - Ingrid, Yvaine's sister
- Mark Burns - the Last Bishop
- Ian McKellen - the Narrator

## Producție
Cheltuielile de producție s-au ridicat la 70 milioane $.

## Primire
În 2008, a câștigat Premiul Hugo pentru cea mai bună prezentare dramatică.
A avut încasări de 135,6 milioane $.